# MRT 2
MRT 2 — македонський телеканал македонської телерадіокомпанії. Існує з 1978 року, раніше називався TV Skopje 2 (1978-1991), MTV 2 (1991-2012). З 1994 року віщає мовами національних меншин Північної Македонії - албанською, турецькою, сербською, циганською, боснійською та волоською.